# Vaimisberget
Vaimisberget este o arie protejată (arie specială de conservare — SAC, sit de importanță comunitară — SCI) din Suedia întinsă pe o suprafață de 54,9 ha, integral pe uscat.

## Localizare
Centrul sitului Vaimisberget este situat la coordonatele 66°18′39″N 22°43′41″E / 66.3108°N 22.7281°E.

## Înființare
Situl Vaimisberget a fost declarat sit de importanță comunitară în iunie 2001 pentru a proteja un număr necunoscut de specii din flora spontană și fauna sălbatică aflate în arealul zonei. Situl a fost protejat și ca arie specială de conservare în martie 2011.

## Biodiversitate
Situată în ecoregiunea boreală, aria protejată conține 1 habitat natural: Taiga vestică.
La baza desemnării sitului se află un număr nedeclarat de specii protejate.